# 실번 에소
실번 에소(Sylvan Esso)는 미국의 인디 팝 듀오이다.

## 음반 목록
- Sylvan Esso (2014)
- What Now (2017)
- Free Love (2020)